# Bisdom Molfetta-Ruvo-Giovinazzo-Terlizzi
Het bisdom Molfetta-Ruvo-Giovinazzo-Terlizzi (Latijn: Dioecesis Melphictensis-Rubensis-Iuvenacensis-Terlitiensis, Italiaans: Diocesi di Diocesi di Conversano-Monopoli) is een in Italië gelegen rooms-katholiek bisdom met zetel in Molfetta. Het bisdom behoort tot de kerkprovincie Bari-Bitonto, en is, samen met het aartsbisdom Trani-Barletta-Bisceglie en de bisdommen Altamura-Gravina-Acquaviva delle Fonti, Andria en Conversano-Monopoli, suffragaan aan het aartsbisdom Bari-Bitonto.

## Geschiedenis
Het bisdom werd in de 12e eeuw opgericht als bisdom Molfetta. op 4 maart 1986 werden de bisdommen Ruvo, Giovinazzo en Terlizzi (die vanaf 1982 al een verbinding met Molfetta hadden) opgenomen waarna de naam Molfetta-Ruvo-Giovinazzo-Terlizzi werd.

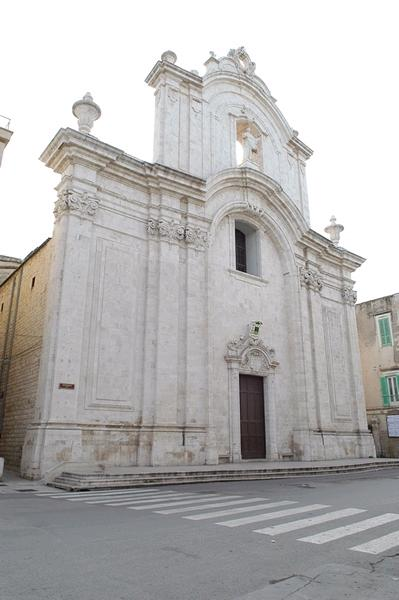
Kathedraal van Molfetta
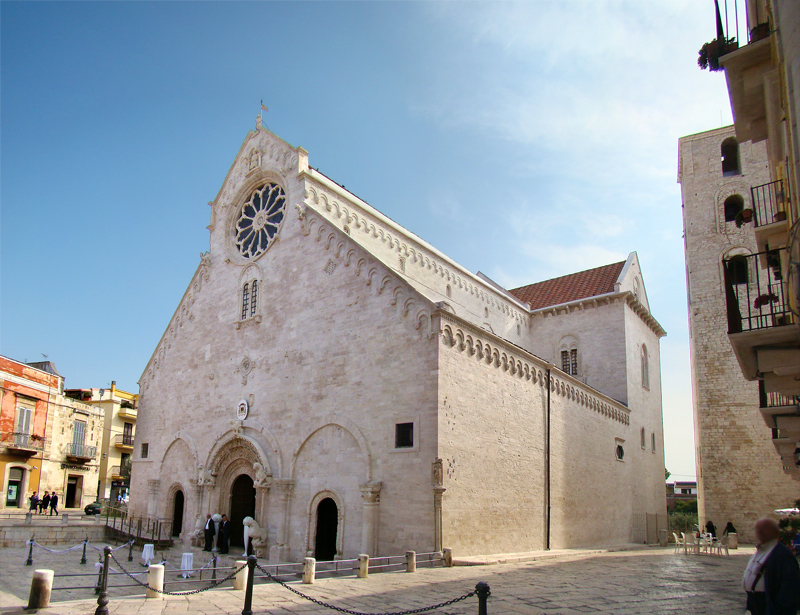
Cokathedraal van Ruvo di Puglia
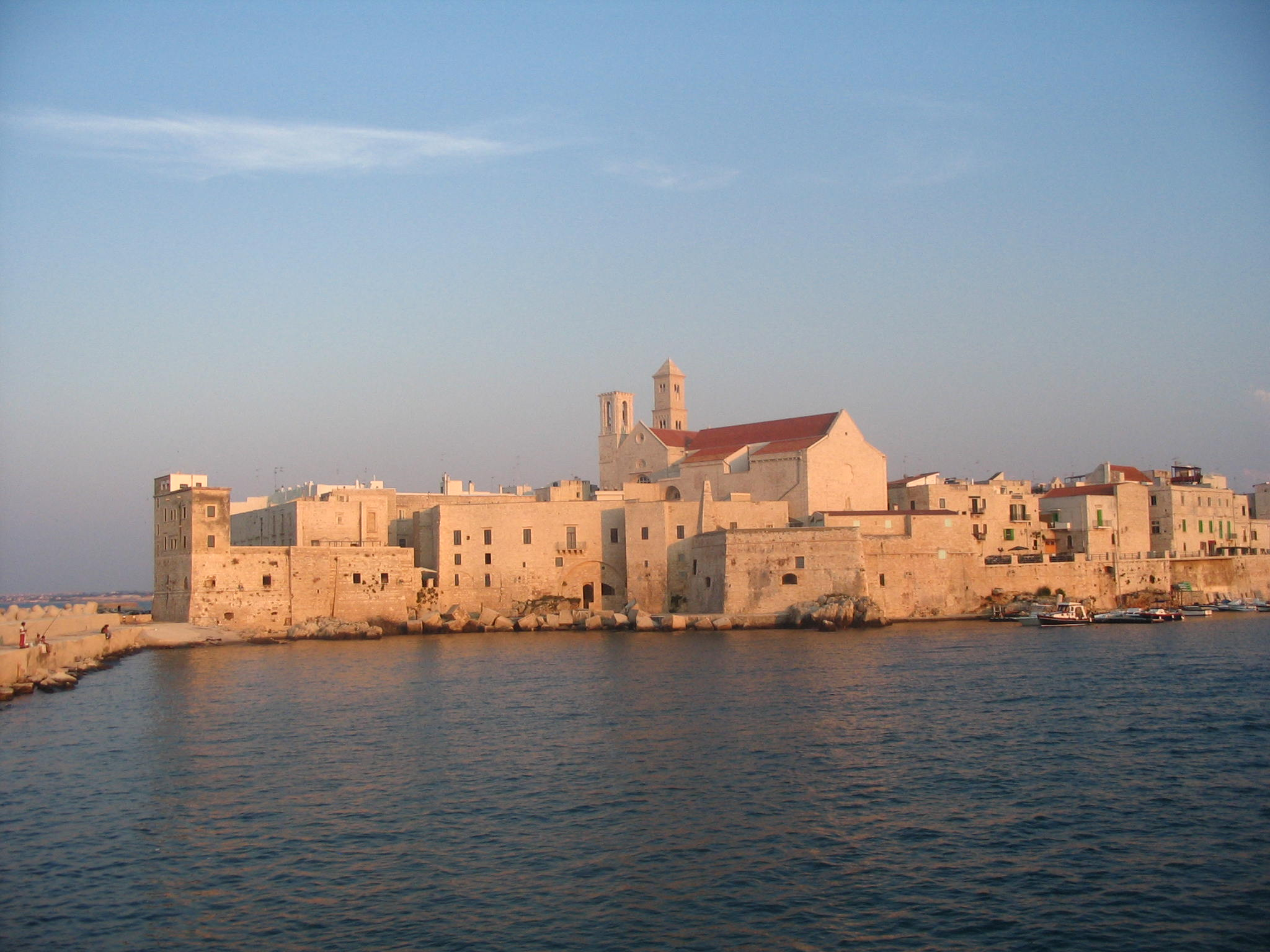
Cokathedraal van Giovinazzo
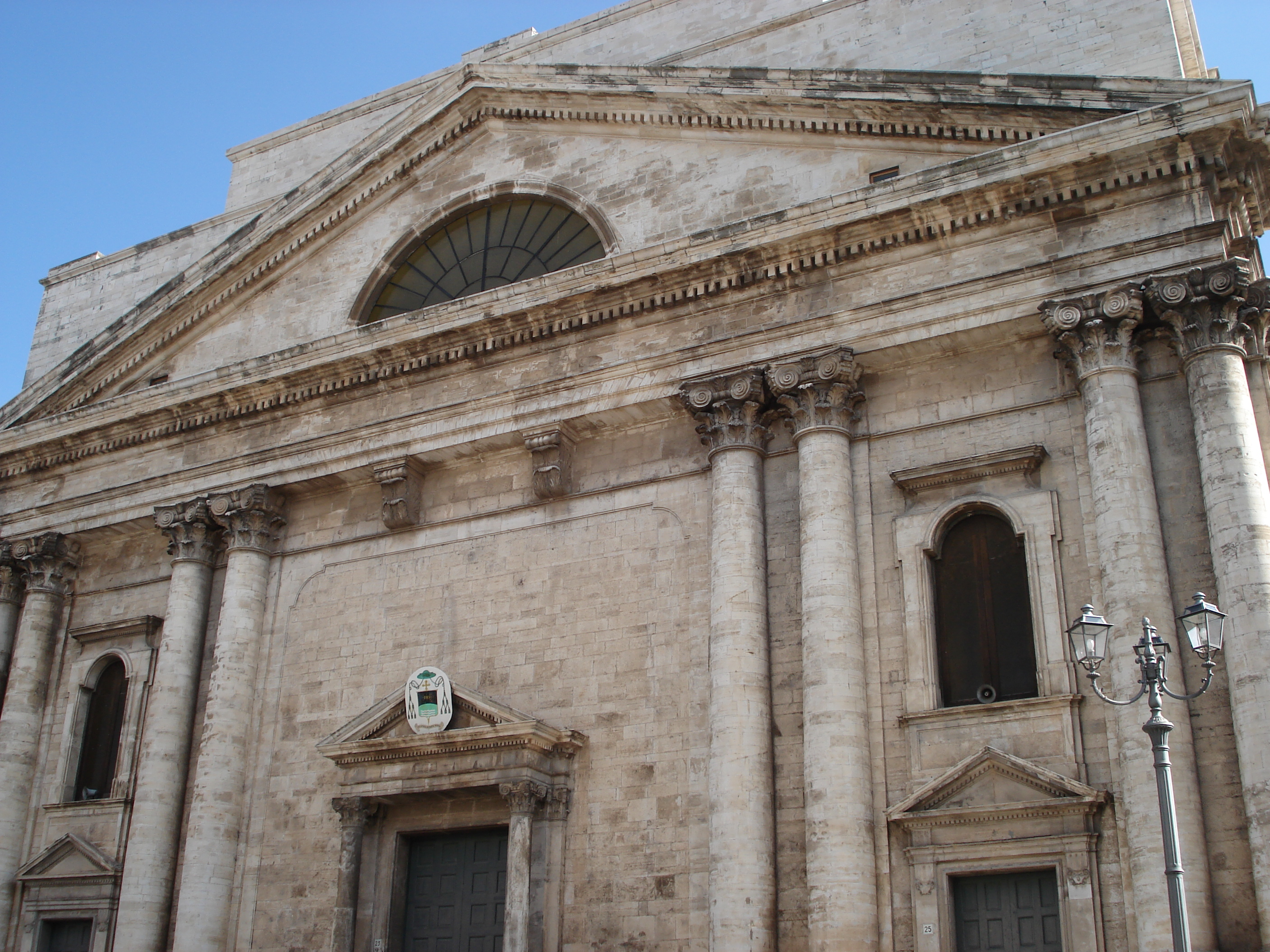
Cokathedraal van Terlizzi